# Tamari Davis
Pour les articles homonymes, voir Davis.
Tamari Davis, née le 15 février 2003 à Gainesville, est une athlète américaine, spécialiste des épreuves de sprint. Elle est championne du monde du relais 4 x 100 m en 2023 à Budapest.

## Biographie
En mai 2018, âgée de 15 ans seulement, Tamari Davis établit le temps de 22 s 48 sur 200 mètres à Jacksonville.
En juillet 2022, lors des championnats des États-Unis, elle descend pour la première fois de sa carrière sous les 11 secondes lors des demi-finales du 100 m avec le temps de 10 s 92, avant de se classer 4e de la finale. Une semaine plus tard, à Memphis, elle porte ce record à 10 s 87 puis à 10 s 83, signant la deuxième meilleure performance junior de tous les temps derrière Sha'Carri Richardson.

### Championne du monde du relais 4 x 100 m (2023)
En juin 2023, elle se classe 3e des Championnats des États-Unis (10 s 99), derrière Sha'Carri Richardson et Brittany Brown, et obtient sa qualification pour les championnats du monde de Budapest. Lors de ces Mondiaux, elle termine 9e et dernière de la finale du 100 m puis décroche la médaille d'or du relais 4 x 100 m en compagnie de Twanisha Terry, Gabrielle Thomas et Sha'Carri Richardson, l'équipe américaine établissant un nouveau record des championnats en 41 s 03.

## Palmarès

### International
| Date | Compétition           | Lieu     | Résultat | Épreuve   | Temps        |
| ---- | --------------------- | -------- | -------- | --------- | ------------ |
| 2023 | Championnats du monde | Budapest | 9e       | 100 m     | 11 s 03      |
| 2023 | Championnats du monde | Budapest | 1re      | 4 × 100 m | 41 s 03 (CR) |
| 2024 | Relais mondiaux       | Nassau   | 1re      | 4 × 100 m | 41 s 85      |

## Records
| Épreuve | Temps   | Lieu    | Date            |
| ------- | ------- | ------- | --------------- |
| 100 m   | 10 s 83 | Memphis | 30 juillet 2022 |
| 200 m   | 22 s 30 | Rabat   | 28 mai 2023     |